# Oskar von Miller

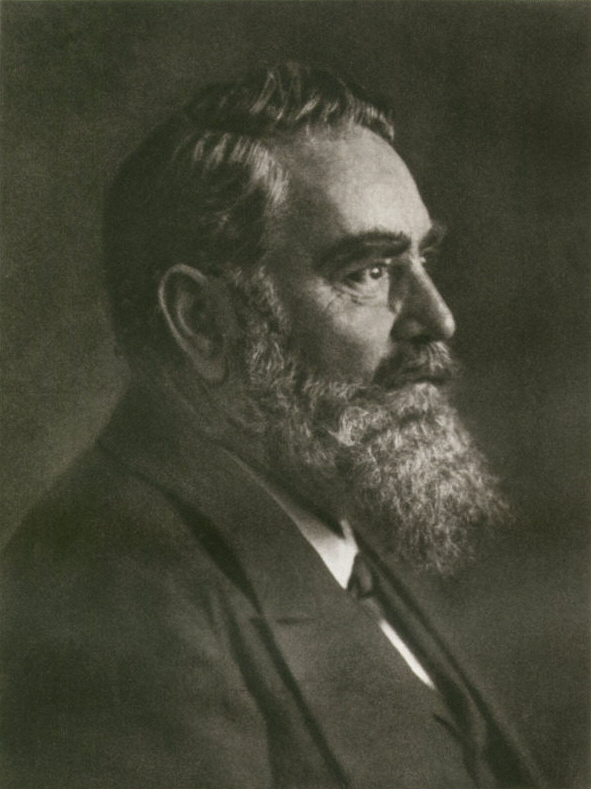
Oskar von Miller

Oskar Miller, ab 1875 von Miller (* 7. Mai 1855 in München; † 9. April 1934 ebenda), war ein deutscher Bauingenieur. Er wurde als Elektrotechniker, Wasserkraftpionier und Begründer des Deutschen Museums bekannt.

## Familie
Miller stammte aus einer Familie aus der damals oberbayerischen, heute zu Schwaben gehörenden Kleinstadt Aichach. Er war der Sohn des Erzgießers und Ersten Inspektors der Königlichen Erzgießerei in München, Ferdinand von Miller, und der Anna, geb. Pösl (1815–1890). Mit der Erhebung Ferdinand von Millers in den bayerischen erblichen Adelsstand am 12. Oktober 1875 wurden auch seine Kinder in den Adelsstand erhoben. Oskar von Millers Brüder waren der Erzgießer und Direktor der Münchner Kunstakademie Ferdinand von Miller, der Chemiker Wilhelm von Miller und der Bildhauer Fritz von Miller.
Oskar heiratete 1884 die Kunstmalerin Marie Seitz, mit der er sieben Kinder hatte, von denen zwei jedoch schon im Kindesalter starben. Der spätere Münchner Bürgermeister Walther von Miller war sein Sohn.

## Leben
Miller entschied sich für die Technik und studierte Bauingenieurwesen an der Technischen Hochschule München. 1875–79 befreundete er sich mit Rudolf Diesel. Nach erfolgreichem Studienabschluss im August 1878 trat er in den bayerischen Staatsbaudienst ein. Die behördliche Arbeitsweise bot dem aufstrebenden Ingenieur aber nicht den notwendigen Spielraum. Er erhielt jedoch 1881 die Möglichkeit, im Rahmen eines unbezahlten Sonderurlaubs die Pariser Elektrizitätsausstellung zu besuchen, um für Bayern die Möglichkeiten der Wasserkraftnutzung zu erkunden. Im Selbststudium arbeitete er sich in die noch junge Elektrotechnik ein. 1882 organisierte er in München die erste elektrotechnische Ausstellung in Deutschland. Auf dieser Ausstellung gelang ihm zusammen mit Marcel Depréz als erstem die Übertragung von elektrischem Strom über eine Strecke von rund 60 Kilometern von Miesbach nach München (Gleichstromfernübertragung Miesbach–München). (Der Strom kam von einer Dynamomaschine von 1,5 PS, die in Miesbach von einer Dampfmaschine angetrieben wurde. Die elektrische Energie wurde dann mit einer Spannung von 2.000 Volt über eine Telegrafenleitung auf das Münchener Ausstellungsgelände transportiert. Dort verwendete man den Strom, um eine Pumpe anzutreiben, die einen künstlichen Wasserfall speiste. Das Wasser wurde auf eine Höhe von 2,5 Metern angehoben, von wo es in ein Becken herabstürzte.)
1883 bis 1889 war er, gemeinsam mit Emil Rathenau, Direktor der Deutschen Edison-Gesellschaft (später AEG). Die Stelle nahm er an, da seine Wasserkraftpläne in Bayern von den Behörden noch nicht angenommen wurden.

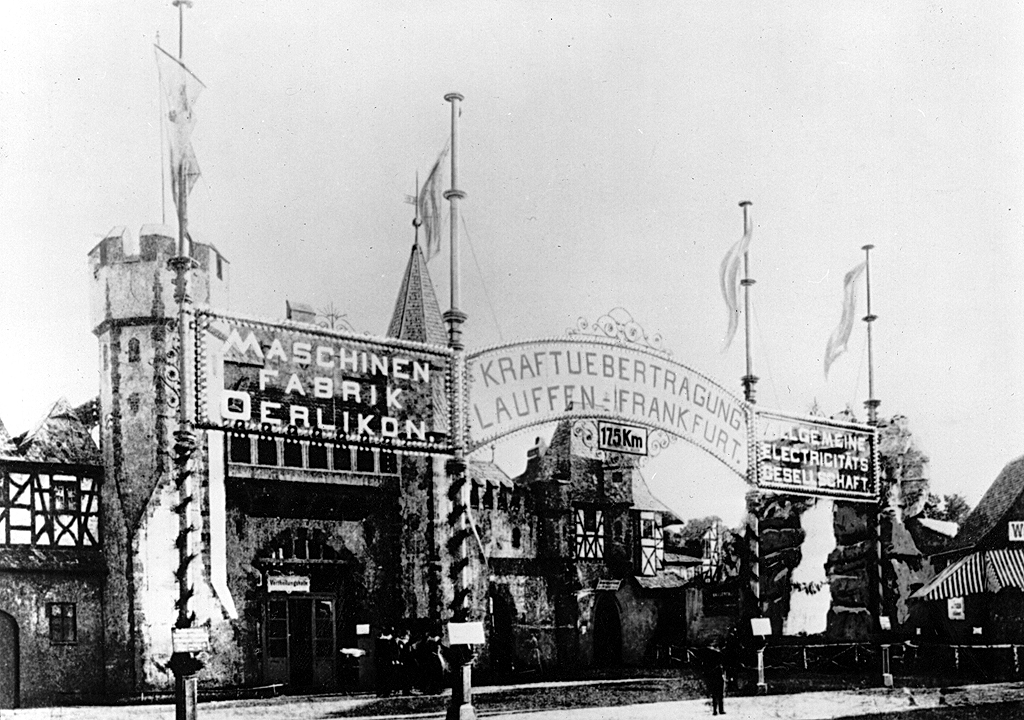
Der Eingangsbereich der Frankfurter Ausstellung. Das Portal wird von 1000 Glühlampen beleuchtet, im Hintergrund fließt ein künstlicher Wasserfall, 1891.

1890 gründete er sein eigenes Ingenieurbüro und wurde bald führend auf dem Gebiet der Energiewirtschaft. Er übernahm im Jahr 1891 die Leitung der Internationalen elektrotechnischen Ausstellung in Frankfurt am Main. Wieder gelang ihm zusammen mit Michail Ossipowitsch Doliwo-Dobrowolski mit der Fernübertragung von 20.000 Volt Drehstrom über die 176 Kilometer lange Distanz von Lauffen am Neckar bis Frankfurt am Main eine technische Meisterleistung, die den Durchbruch der Wechselstromübertragung bedeuten sollte. Im selben Jahr wurde er auch Mitglied des Vereins Deutscher Ingenieure (VDI) und des Bayerischen Bezirksvereins des VDI.

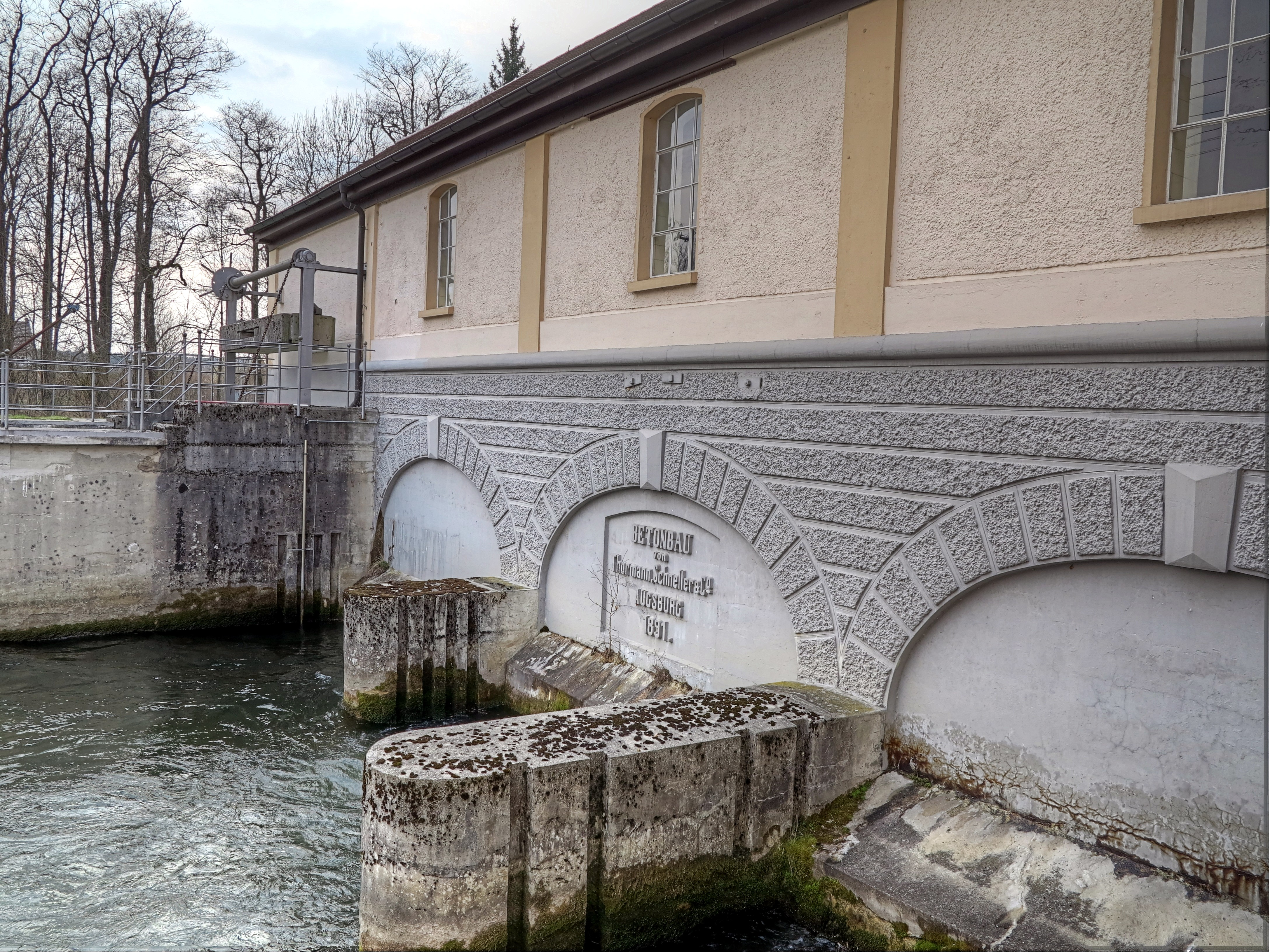
Wasserkraftwerk bei Schöngeising

Im Jahr 1892 nahm das nach den Plänen Oskar von Millers errichtete Wasserkraftwerk in Schöngeising seinen Betrieb auf und versorgte die nahegelegene Kreisstadt Fürstenfeldbruck als eine der ersten Städte in Bayern mit Strom für eine elektrische Straßenbeleuchtung. Das historische Kraftwerk ist mit seinen drei Turbinen und zwei Generatoren bis heute in Betrieb und steht unter Denkmalschutz.
Am 25. Februar 1884 stimmte der Stadtrat von Kaiserslautern im Rahmen einer Bürgerversammlung den Plänen von Millers zu, ein Elektrizitätswerk zu bauen. Im April 1884 wurde mit den Bau begonnen. Die Anlage ging am 1. September 1894 in Betrieb.
1895 ersteigerte er im heutigen Schwandorfer Stadtteil Ettmannsdorf das Hammerwerk und richtete dort ein Elektrizitätswerk ein. Da in Schwandorf eine Versorgung mit Stadtgas fehlte, konnte er hier zusammen mit einigen fortschrittlichen Hausfrauen das elektrische Kochen testen.
Von 1918 bis 1924 war er Projektleiter beim Bau des damals größten Speicherkraftwerks der Welt, des Walchenseekraftwerks. Ebenso trieb er den Aufbau eines gesamtbayerischen Stromversorgungsnetzes voran. Aus dieser Initiative entstand das Bayernwerk. Von 1922 bis 1933 war von Miller Mitglied des Senats der Kaiser-Wilhelm-Gesellschaft. Ebenso war er Mitglied des Verwaltungsrats der Deutschen Reichsbahn-Gesellschaft.
Auch unabhängig von der Wasserkraftnutzung blieb von Miller mit dem Wasserbau dem Bauingenieurwesen verbunden. So initiierte er für das wasserreiche Bayern ein wasserbauliches Institut, die heutige „Versuchsanstalt für Wasserbau und Wasserwirtschaft, Oskar von Miller Institut“ der Technischen Universität München in Obernach nahe dem Walchensee, das seither nicht nur nahezu alle größeren bayerischen Wasserbauprojekte untersucht, sondern auch weltweit tätig ist und Vorbild für andere Wasserbauinstitute war.

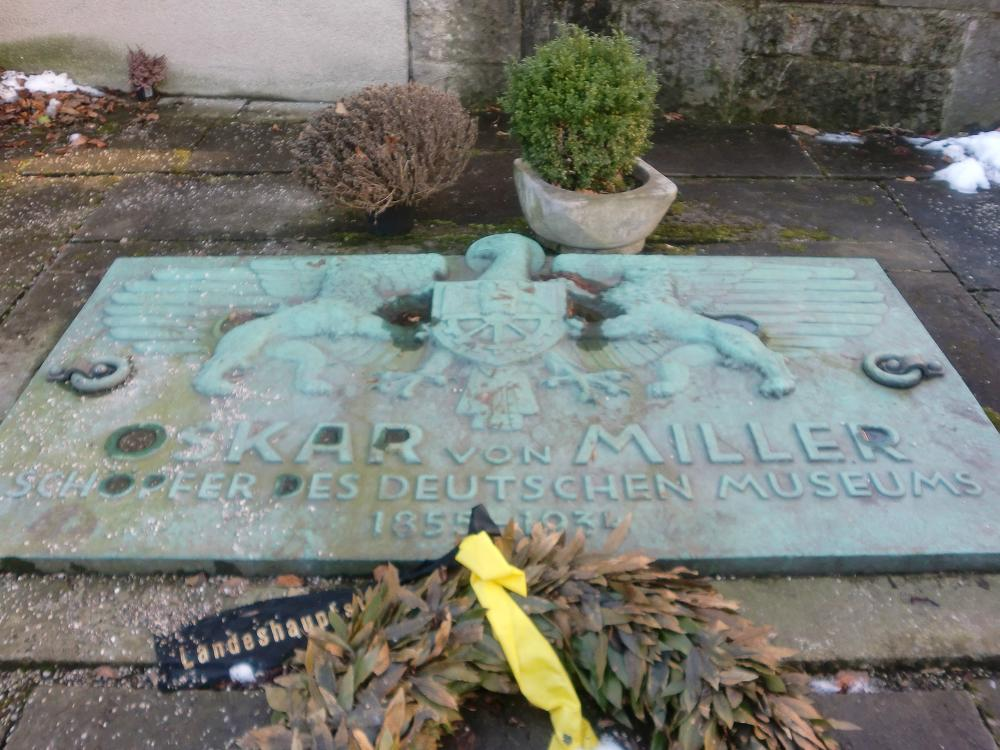
Grabstätte auf dem Winthirfriedhof

Miller starb 1934 im Deutschen Museum an den Folgen eines Herzanfalls, wenige Monate nach dem Unfalltod seiner Frau.
Bestattet wurde er im Grab der Familie von Miller auf dem Friedhof der Winthirkirche im Münchener Stadtteil Neuhausen, wo auch sein Bruder Ferdinand begraben liegt.
Mehrere Ämter, die von Miller innehatte, heben seine Persönlichkeit und seine Bedeutung in der Elektrotechnik hervor, zum Beispiel
- Mitglied der deutschen Delegation (als technischer Berater) bei den Friedensverhandlungen 1919 in Versailles
- Vorsitzender des Vereins Deutscher Ingenieure (VDI) 1912–1914

Oskar von Miller veröffentlichte zahlreiche Bücher, die beispielsweise zu Standardwerken zur Energieversorgung von Städten wurden.

## Deutsches Museum
1903 erfüllte er sich seinen Traum eines naturwissenschaftlich und technisch ausgerichteten Museums: das Deutsche Museum.
Miller hatte jahrelang für ein solches Museum geworben und dafür seine Bekanntheit und seine weitgefächerten Kontakte genutzt. Mit Prinzregent Luitpold fand er einen Schirmherrn, der auch eine staatliche Unterstützung zusicherte. Berühmte Wissenschaftler und Unternehmer wie Max Planck, Hugo Junkers, Wilhelm Conrad Röntgen und Emil Rathenau berieten ihn beim Aufbau der Abteilungen. Fast das gesamte Baumaterial wurde, dank seines Engagements, gestiftet.
Mit Carl von Linde, dem Entwickler der Kältetechnik und Walther von Dyck, dem Rektor der Technischen Hochschule, bildete er den ersten Museumsvorstand.
Den Grundstein des Museumskomplexes in seiner heutigen Lage auf der Museumsinsel in München legte 1906 Kaiser Wilhelm II.; bis zur endgültigen Neueröffnung, die erst zu Millers 70. Geburtstag am 7. Mai 1925 stattfinden konnte, waren kleinere Ausstellungsteile in provisorischen Räumen untergebracht gewesen.

## Auszeichnungen und Ehrungen
- Reichsrat der Krone Bayern

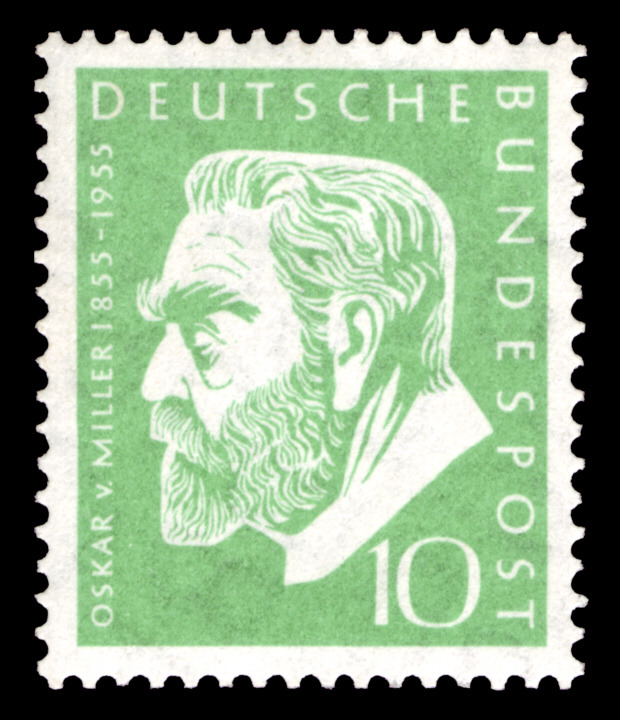
Briefmarke (1955) zum 100. Geburtstag

- Ehrenbürger des Marktes Holzkirchen
- 1906 Roter Adlerorden dritter Klasse[7]
- 1921 Wilhelm Exner Medaille
- 1924 Gründung des Oskar-von-Miller-Polytechnikums
- 1925 Grashof-Denkmünze des Vereins Deutscher Ingenieure
- 1925 Goldene Bürgermedaille der Landeshauptstadt München
- 1927 Werner-von-Siemens-Ring[8]
- 1928 Ehrenbürger der Technischen Hochschule Wien[9]
- 1930 Ehrenbürger der Stadt München und der Stadt Innsbruck
- 1930 Adlerschild des Deutschen Reiches
- 1930 Ehrenpräsident der II. Weltkraftkonferenz in Berlin
- 1932 Mitglied und Ehrenmitglied der Leopoldina
- Mehrere Straßen und Plätze in verschiedenen deutschen Städten sind nach Oskar von Miller benannt:
  - ein Abschnitt des Münchner Altstadtrings
  - eine Straße im Frankfurter Stadtteil Ostend
  - eine Straße in Einsiedlerhof, einem Stadtteil von Kaiserslautern
  - die Realschule in Rothenburg ob der Tauber
  - eine Straße, ein Platz und die Berufsschule in Schwandorf
  - eine Straße im Augsburger Stadtteil Göggingen
  - eine Straße in Neusäß bei Augsburg
  - eine Straße in Starnberg
  - eine Straße in Lauffen am Neckar
  - eine Straße in Friedberg (Bayern)
  - eine Straße in Odelzhausen
  - eine Straße in Schweinfurt
  - eine Straße in Tettnang
  - eine Straße in Nürnberg
  - eine Straße in Weiden in der Oberpfalz
  - eine Straße in Fürstenfeldbruck
  - eine Straße in Mammendorf
  - eine Straße in Aichach
  - eine Straße in Dresden Stadtteil Lockwitz
  - eine Straße in Amberg
  - eine Straße in Meitingen
  - ein Platz in Holzkirchen/Ldkr. Miesbach
  - eine Straße in Barbing bei Regensburg
  - eine Straße in Schongau
- Seine Büste wurde in der Ruhmeshalle in München aufgestellt.
- 1946 wurde die „Höhere Technische Lehranstalt der Stadt München“ in „Oskar-von-Miller-Polytechnikum“ umbenannt (eine Vorgängerinstitution der Hochschule für angewandte Wissenschaften München)
- 1966 wurde das „Alte Realgymnasium“ in München-Schwabing in Oskar-von-Miller-Gymnasium umbenannt. Oskar von Miller hatte hier 1874 das Abitur abgelegt
- 1969 wurde in Kassel die „Berufsschule für Elektrotechnik“ in Oskar-von-Miller-Schule umbenannt
- Seit 1991 trägt das Berufliche Schulzentrum Schwandorf den Beinamen „Oskar-von-Miller-Schule“
- 2005 wurde an der Hochschule für angewandte Wissenschaften München der Oskar-von-Miller-Saal eingeweiht
- 2007 die Technische Fachoberschule Oskar von Miller in Meran (Südtirol)
- 2009 wurde an der Technischen Universität München der „Oskar von Miller-Lehrstuhl für Wissenschaftskommunikation“ gegründet. Erster Lehrstuhlinhaber wurde der derzeitige Direktor des Deutschen Museums, Wolfgang M. Heckl[10].
- 2010 Oskar-von-Miller-Turm: Meteorologischer Messturm der Technischen Universität München in Garching bei München
- 2017 wurde der Asteroid (59389) Oskarvonmiller nach ihm benannt